# أروى أبوعون
أروى أبوعون (1982-2020) هي مصورة وفنانة تشكيلية ليبية كندية.

## السيرة الذاتية
ولدت أبوعون في طرابلس، ليبيا عام 1982 لعائلة من أصول أمازيغية، وهاجرت معهم إلي كندا عام 1983.
درست أبوعون في جامعة كونكورديا في مونتريال، كيبك، حيث تخصصت في فن التصميم وحصلت على بكالوريوس الفنون الجميلة بامتياز عام 2007. ركزت في عملها على دمج العادات الإسلامية التقليدية والملابس والأيقونات جنبًا إلى جنب مع الثقافة الغربية، ووضحت أن الهدف من عملها "هو النحت الدقيق للثقافة الإسلامية من خلال تحويل التركيزعلى القضايا السياسية إلى الاحتفال بأسس الدين".
عُرضت أعمالها دوليًا في صالات العرض في كندا، والولايات المتحدة، وأوروبا، وآسيا، والشرق الأوسط، وحازت اللوحة ثنائية الدرفات " الله الله"، على الترتيب الثاني في جائزة بينالي الكسندرا السنوية السادسة والعشرون لدول البحر الأبيض المتوسط عام 2014. أشارت الناقدة الفنية فاليري بحيري إلى أن القطعة التي تظهر انعكاسات لأبوعون مرتدية الحجاب ومن دونه، تعتمد على"البساطة البصرية المتعمدة والفكاهة".
توفيت أبوعون في مونتريال في 9 يونيو 2020.

## معارضها
- 2012 - التعلم عن ظهر قلب - معرض الخط الثالث، دبي.[5][10]
- 2014 ـ هونولولو ـ صالة سلطان، الكويت. [11]
- 2015 - نظيرة الوحمة،استوديو لندن للطباعة، لندن، المملكة المتحدة.